# Beinahe ein Engel
Beinahe ein Engel ist eine US-amerikanische Filmkomödie aus dem Jahr 1990 von John Cornell.

## Handlung
Terry Dean ist ein genialer Kunstdieb, vor dem kein Sicherheitssystem sicher ist. Das Problem ist nur, dass jeder weiß, dass er jedes System knacken kann und er deshalb immer recht schnell verdächtigt und überführt wird. Er muss sich eine neue Masche überlegen, um an Geld zu kommen und so raubt er erfolgreich, als Willie Nelson verkleidet, eine Bank aus. Als er anschließend einem Jungen auf der Straße das Leben rettet, indem er ihn von der Straße zerrt, und deshalb selbst von einem Auto überfahren wird, landet er im Krankenhaus. Er liegt halb bewusstlos in seinem Bett, als er hört, wie jemand für tot erklärt wird. Er denkt, dass er gemeint ist, irrt sich aber, denn gemeint ist sein Zimmernachbar. Später träumt er, wie Gott ihm mitteilt, dass er als notorischer Dieb in die Hölle gehöre, wegen seiner guten Tat bei der Rettung des Jungen aber als Engel auf Bewährung zur Erde zurückgeschickt werde, um gute Taten zu vollbringen. Als er aufwacht, ist er nur noch allein im Zimmer und deshalb erst recht überzeugt von seiner Annahme, ein Engel zu sein, welche durch die gerade im Fernsehen laufende Serie Ein Engel auf Erden weiter gestärkt wird.
Aber Terry hält das erstmal für einen Scherz und versucht erneut, eine Bank, dieses Mal als Rod Stewart verkleidet, zu überfallen. Nur klemmt seine Waffe in dem Ghettoblaster fest, den er als Versteck dafür nutzt, weswegen er stattdessen zu einem Opfer eines zeitgleich stattfindenden Bankraubes wird. Als er daraufhin kurz nach den Tätern flüchten will, wird er von einem der Räuber mit einer 44er Magnum beschossen und anscheinend nicht getroffen. Aber während die anderen jugendlichen Bankräuber ihrem Schützen schnell erklären, dass sie ihm eine Waffe mit Platzpatronen gegeben haben, weil er immer so schnell die Nerven verliert, glaubt Terry, dass Gott über ihn wacht und er nun unsterblich sei. Allerdings hat er wenig Ahnung von den religiösen Sachen, weswegen er beginnt, laienhaft die Bibel zu studieren, und fortan gute Sachen macht, indem er sein geklautes Geld der Kirche schenkt und für hungernde Obdachlose Essen klaut. Aber Terry entdeckt auch die Zehn Gebote, weswegen er mit dem Stehlen aufhört und sich von Zeichen Gottes leiten lässt. So verlässt er Los Angeles und fährt dank der Moses Bros., einem Fuhrunternehmen, nach Fillmore, wo er den Rollstuhlfahrer Steve kennenlernt. Steve ist allgemein geachtet, jedoch sehr fordernd. Er bekommt in einer Kneipe Streit mit Terry und der verprügelt ihn ein wenig, sitzt dabei aber, um Steves Handicap auszugleichen, auf einem Stuhl. Beide werden Freunde nach dieser Auseinandersetzung, in der Terry vorher Steve bezeichnet als „du bist ein Mann im Rollstuhl, der sich benimmt wie ein Idiot im Rollstuhl“.
Terry erfährt, dass Steve zusätzlich noch an einem unheilbaren tödlichen Rückenmarkstumor leidet und dass seine Schwester Rose ihren wesentlich besseren Job in einer Werbeagentur aufgab, um sich um ihn zu kümmern. Außerdem leitet sie ein Freizeitzentrum für Jugendliche, wo sich Terry von nun an nützlich macht, indem er die Spielautomaten repariert, den Kindern Boxen beibringt und Drogenhändler verjagt. Allerdings braucht das Zentrum auch Geld, weswegen sie den wohlhabenden alten George Bealeman darum bitten. Bealeman allerdings spendet lieber den TV-Predigern, was Terry auf die Idee bringt, ihm erfolgreich einige Wunder und Zeichen Gottes vorzutäuschen, so dass Bealeman davon überzeugt wird, doch an das Freizeitzentrum zu spenden. Terry zieht dabei alle Register seines technischen Könnens und lässt auch das Kreuz einer halb verfallenen, alten Kirche neben dem Jugendzentrum im Scheinwerferlicht erstrahlen. Er löst diesen Effekt jedoch mit einer Fernbedienung aus, für die er vorher Steve nach Batterien gefragt hatte, worauf der antwortete, es seien keine da. Terry scheint aber welche zu finden. Bealeman erliegt der Show jedenfalls völlig und spendet nun doch dem Freizeitzentrum.
Inzwischen hat die Polizei erkannt, dass Terry als Willie Nelson und Rod Stewart verkleidet an den beiden Banküberfällen wohl möglicherweise als Komplize beteiligt war, weswegen sie auf der Suche nach ihm ist. Als sie in Fillmore Erkundigungen einholen, finden sie Steve, der längst von der kriminellen Vergangenheit Terrys durch ihn selber erfahren hat. Steve flieht deshalb vor der Polizei im Rollstuhl. Zwar schafft er es, die Polizisten abzuschütteln, aber er wird dabei durch einen Glassplitter einer Glasflasche auf seinen Knien so schwer verletzt, dass er es nur mit letzter Kraft zum Freizeitzentrum schafft. Sein Blutverlust ist zu groß und er kann in seinen gelähmten Beinen die Wunde nicht spüren. Aber er spürt und weiß, dass es mit ihm zu Ende geht.
Im Freizeitzentrum ist Rose vorerst noch so überglücklich, dass Bealeman gleich einen kompletten Neubau ihres Zentrums plant, dass sie Terry um den Hals fällt. Doch das Glück dauert nicht lange, denn Steve erreicht sie und verblutet in den Armen seiner Schwester. Er hat Angst vor dem Sterben, also nutzt Terry nochmal seinen Trick, das Leuchten des Kreuzes am Kirchturm mittels Fernbedienung, um es ihm leichter zu machen. Steve stirbt glücklich und vom Himmel überzeugt.
Nachdem Steve tot ist, bezweifelt Rose aber Terrys Versicherungen. Sie kennt die Tricks, derer er sich bediente um Bealeman zu überzeugen und sie ist auch dankbar, dass er mit diesen Tricks ihren Bruder zu einem glücklichen Tod verholfen hat, der ihm aufgrund seines Tumors ohnehin schon bald bevorstand. Jedoch beginnt sie ihren Glauben zu verlieren und beschuldigt Terry, dass dies doch alles nicht wahr und nur das Ergebnis einer Fernbedienung sei, für die er nur durch Zufall gerade noch rechtzeitig Batterien gefunden habe, ohne die seine Tricks nicht funktioniert hätten. Wütend entreißt sie Terry die Fernbedienung. Terry allerdings versichert ihr, dass er kein Spinner sei und nun gehen muss, da seine Aufgabe erfüllt ist.
Nach seinem Weggang versucht Rose nun selbst, das Kreuz zum Leuchten zu bringen, indem sie die Fernbedienung benutzt und ist verblüfft, als ihr dies nicht gelingt. Sie öffnet die Fernbedienung und stellt fest, dass die Batterien fehlen, Terry also gar keine gefunden hatte. Sie begreift, dass diese scheinbar gefälschten Wunder wie das Erstrahlen des Kreuzes der alten Kirche tatsächliche Wunder waren. Und als plötzlich das Kreuz auch noch zu leuchten beginnt, ohne dass sie die offensichtlich völlig funktionslose Fernbedienung benutzt hat, begreift sie endlich die Wahrheit. Sie eilt hinter dem ihr längst alles andere als gleichgültigen Terry her und ruft ihn. Er will sich nach ihr umdrehen, strauchelt dabei aber und fällt einen Abhang hinunter auf eine Straße. Mit Entsetzen erkennt sie, dass Terry dort von einem heranbrausenden LKW erfasst wird, aber der LKW fährt nur durch ihn hindurch, worauf Terry und auch sie erkennen, dass er nun wirklich ein Engel geworden ist und er sich mit den Worten, er komme bald wieder, von Rose verabschiedet.

## Kritiken
Der Film erhielt gemischte Kritiken. So zählte die Internetseite Rotten Tomatoes von acht gewerteten professionellen Kritiken zwei positive, was einem Wert von 25 Prozent entspricht. Auch vom breiten Publikum wurde der Film mit durchschnittlichen Reaktionen aufgenommen, denn gleichzeitig werteten 48 Prozent den Film positiv. Dies wiederum wird vom Onlinefilmarchiv IMDb, einer weiteren Plattform, auf der normale User ihre Filmkritiken abgeben können, mehr als bestätigt, denn dort gaben 4341 User dem Film noch mittelmäßige 5,6 von 10 möglichen Punkten.
Es wäre ein Wunder, wenn dieser „hoffnungslose [Film], der nur zwei Gags enthalte“ genauso erfolgreich wäre wie Crocodile Dundee – Ein Krokodil zum Küssen, meinte Janet Maslin in der liberalen Tageszeitung New York Times.
Obwohl er diese „kitschige Fabel auf den ersten Blick nicht mochte“, war der renommierte Filmkritiker Roger Ebert in der Chicago Sun-Times überrascht, dass ihm der Film gefiel, was wohl wegen der „Aufrichtigkeit der Schauspieler, dem subtilen Humor und dem enormen Gefühl des guten Willens läge“. Insbesondere Paul Hogan würde durch seine „instinktive gute Laune [echte] Starqualitäten“ aufweisen.
Der „wie immer liebenswürdige, schlank und ledrige Hogan“ spiele in einem Film, der „lebhaft und einfallsreich anfange, aber dann immer schlechter werde“, meinte Kevin Thomas in der Los Angeles Times. Allerdings würden die guten Nebendarsteller und Hogans „unbestreitbar lockere Anziehungskraft“ den Film retten, wobei er eher für das Fernsehen als fürs Kino gedacht sei.
In der Washington Post meinte Hal Hinson, dass Beinahe ein Engel genauso spannend sei „wie jemanden bei seinem Nachmittagsschlaf zuzuschauen“. Dabei versuche der Film „herzerwärmend“ zu sein, wobei er allerdings zu „harmlos[,] sanft und bescheiden ist“.
Für das Lexikon des internationalen Films handelte es sich bei Beinahe ein Engel lediglich um eine „leichtgewichtige Komödie“.

## Veröffentlichung
Beinahe ein Engel startete am 19. Dezember 1990 an den US-amerikanischen Kinos und konnte an seinem Startwochenende mit 1,6 Mio. US-Dollar hinter den ebenfalls neu gestarteten Kindergarten Cop, Das Rußland-Haus und Fegefeuer der Eitelkeiten auf Platz 14 der Kinocharts landen. Insgesamt spielte er lediglich 6,9 Mio. US-Dollar ein. In Deutschland wurde er am 7. November 1991 direkt auf VHS veröffentlicht.